# 桑德蘭水上飛機
肖特S.25桑德蘭（英語：Short S.25 Sunderland）是英國的水上巡邏轟炸機（patrol bomber），是由肖特兄弟公司為英國皇家空軍開發的。部分研發是基於S.23 Empire水上飛機，也就是帝國航空（Imperial Airways）的旗艦機。S.25在改建後被廣泛的用於軍事用途。它是整個第二次世界大戰中最強大、最廣泛使用的水上飛機之一。並在大西洋海戰（Battle of the Atlantic (1939-1945)）中用來對抗由德國U型潛艇帶來的恐慌，它的名字是得自於英格蘭東北部城市 桑德蘭（Sunderland, Tyne and Wear）。

## 研發
在1930年代早期，在研發為跨洲客運服務的長程水上飛機上出現了激烈的競爭，當時英國沒有與美國Sikorsky S-42水上飛機相匹敵的水上飛機，而前者當時成為了全世界的頭條新聞，英國的當權者覺得要做些什麼。
1934年，英國郵政大臣（United Kingdom Postmaster General）宣佈：所有寄往國外的一級皇家郵政（Royal Mail）均通過空運寄送。就如同十多年前美國制定的國內政策一樣，這有效的為發展跨洲際空中運輸建立了一個補貼機制，做為對此的反應，帝國航空公司（Imperial Airways）宣布在航空製造商間舉行一次競賽，要他們設計並生產28架水上飛機，每一架都要載重18英噸（18.2公噸），並能運載24名乘客飛行700英里（1100公里）。
這個合同幾乎直接就給了位於肯特郡的羅徹斯特的肖特兄弟公司，儘管肖特兄弟公司有著長期為軍隊和帝國航空製造水上飛機的歷史，但他們從來沒有提出這樣尺寸和難度的要求。但是由於商業機會是如此誘人，公司的掌舵人Oswald Short進行一個快速流程以提出一個遠遠超出他們以前製造的水上飛機的設計。
當第一架S.23正在進行研發時，英國空軍部制定了純軍用版的大型肖特水上飛機的規範，這是1933年的Air Ministry Specification R.2/33規範，它被稱為下一代的遠洋偵察水上飛機。新飛機必須有4台引擎，但可以是單翼機也可以是雙翼機。
R.2/33規範大約與帝國航空的需求同時發出，當肖特兄弟公司繼續進行S.23的研發工作的同時，他們也在一個相對低的優先級上對空軍部的要求進行回應。軍用水上飛機衍生型被稱為S.25，設計於1934年遞交給空軍部。
首席設計師Arthur Gouge原來計劃在機首放置一挺37 mm COW gun並在機尾放置一挺Lewis gun。和S.23一樣，他嘗試讓阻力盡可能的小。機鼻比S.23要長的多。
Saunders-Roe也設計了一架水上飛機——Saro A.33，用來R.2/33規範的競爭，空軍部同時訂購了S.25和A.33的原型機用於評估。

## 設計
S.25與S.23共享了很多設計，但也有顯著的不同，那就是更深的船體剖面。在建造的過程中，武器改成了機鼻炮塔中的一挺维克斯 K型机枪和機尾的四挺M1919 勃朗宁机枪。接著他們又把機尾炮塔改為電動版，為此Gouge不得不設計一套方案以解決重心向機尾移動的問題。原型機的第一次不帶武器飛行於1937年10月16日進行。在最終的測試飛行後，原型機(K4774) 通過在前翼梁附件上加上間隔，使機翼向後掠4度15分。這一改動使升力中心移動以適應重心的移動。這次飛行安排在1938年3月7日，使用了布里斯托 飞马座 XXII引擎，引擎馬力為1010馬力。
與S.23一樣，桑德蘭的機身有兩層甲板，在下層甲板有6個鋪位，一個有著兩個便攜式煤油爐（portable stove）的廚房，一個遊艇風格的陶瓷抽水馬桶廁所，一個拋錨絞車和一個可在飛行中進行維修的小型機修車間。最初計劃的機組成員為7人，在後來的版本中增加到11名甚至更多。
它是全金屬結構（許多是平齊鉚接結構），除了控制面是金屬框架結構加紡織物蒙皮。襟翼是Gouge專利裝置可向後向下移動，這樣增加了機翼面積，在著陸時增加了30%的升力。
厚厚的機翼上帶有4個安有Pegasus引擎的引擎倉，並設有6個鼓狀油箱，機翼油箱的總容量是9,200升(2,025 Imperial gallons, 2,430 U.S. gallons)。後來又在後翼梁後面增加了4個更小一些的油箱，使總容量增加到了 11,602升(2,550 Imperial gallons, 3,037 U.S. gallons)，足夠進行8到14個小時的巡航。
規範中提到要配備一個稱之為進攻性武器的一挺 37 mm機炮和2000磅重的炸彈/水雷/深水炸彈。這些武器都藏在機身內部，並通過機翼中部的絞車就位，這使得武器可在水線之上的炸彈倉兩邊的機身門上來回移動，以進入合適的攻擊位置。防禦性武器包括機尾的一個擁有4挺.303 British Browning machine guns的Nash & Thomson FN-13電動炮塔，以及機身兩邊中的任一邊安裝的一挺手動操控的.303口徑機炮，它的開火位置是在機翼正下方向後一點的艙門口。更遲一些時候，在機身上部安裝了一個雙炮機背炮塔，大約與翼後緣同高，最終防禦型武器從3挺機槍增加到了18挺。這在戰時是絕無僅有的。
地勤人員可以直接附加上手動式登陸輪架，因此飛機可以被拖到陸地上。輪架由可直接附加在機翼下方機身兩側的2個2輪支柱和一個附加在船殼後部2輪或4輪的牽引車和牽引桿組成。

### 設備和水上管理
像所有水基飛機一樣，它們必須要能在水體裡航行並控制飛機直到拋錨。在標準的航行燈之外，它們還要加一個掛在一個安放在機體上方領航窗口後方的可拆卸的系留樁上的360度白燈，以顯示飛機已經拋錨了。機組成員也要經過了解一般航海信號的訓練，以保證在繁忙水面上航行的案例。
飛機可以使用附加在前機身下龍骨上的掛件（pendant）系留在浮筒（buoy）上。當飛機從浮筒上脫離後，掛件的前端就掛在投彈手窗正下方的前船身上。在前機身可伸縮炮塔那裡設有一個可拆卸的系船樁，當炮塔收回後，那裡會有一個機組人員進入的空間，他可以在那裡收回浮標或拋下錨。
一個標準的海軍錨（桿式錨）和錨絞車一起放置在前隔倉裡。然而根據服役區域的不同，一些不同種類的錨也會被帶著，如珊瑚、沙和巖石錨具。
在水中控制方向的另一種方法就是使用飛行控制的方法——使用方向舵和副翼。副翼能造成空氣流動的不對稱，最終使一邊浮筒浸入水中產生阻力於這邊的機翼上。另外飛行員也能使引擎輸出不同的馬力，以控制飛機在水上的速度和方向。但和潮汐、風和目的地的不同聯合在一起時，這樣的控制方式是很難實施的。

### 損害管制
在每一個機翼下的大型浮筒有效地防止了飛機在水上的傾覆。在無風狀況下，在更重的一邊的浮筒總是在水裡。在有風的狀況下，飛機可以使用副翼使兩邊浮筒都離開水面。如果飛機在著陸後失去空速的情況下失去了一個浮筒，機組人員會跑到相反方向以保證相反機翼方向的浮筒在水中，直到飛機抵達拋錨處。
飛機如果在下層船體受到損傷，要在著陸前修補或用手邊能拿到的任何材料填充破洞。飛機降落後在其沉沒之前，立刻使用其登陸輪架通過滑道上到砂質海岸。在第二次世界大戰期間，一些嚴重受損的桑德蘭迫降在海岸邊的草地機場，至少在一個案例中，一架通過草地降落的飛機最終又經修復完後重新歸隊。
在船殼上生長的海洋生物會造成問題，其產生的阻力會造成滿載的飛機無法得到足夠的速度起飛。飛機將會停到淡水錨區足夠長的時間以殺死在船底生長的動植物群，然後在起飛時被沖離船體，另一個選擇是用力沖刷它，無論是使用水還是硬物。
水上飛機的起飛距離經常取決於可利用的水體的長度。

## 服役歷史

### 第二次世界大戰
在第二次世界大戰期間，雖然在剛開始時英國的反潛行動是無組織、無效果的，但桑德蘭水上飛機很快就證明了其在救援被魚雷襲擊船舶船員方面的作用。1939年9月21日，2架桑德蘭在北海海域救出了被魚雷襲擊的商船 Kensington Court 號上所有的34名船員。做為反潛措施改善的一種方式，桑德蘭開始露出了它尖利的爪子。1940年7月17日，一架屬於No. 10 Squadron的皇家澳大利亞空軍的桑德蘭進行了一次典型的獨立進攻，擊毀了一艘U型潛艇。
全體機組人員不斷提高他們的戰鬥技巧，桑德蘭 Mark I繼續接受了許多改進，機鼻砲塔升級到了2挺 .303 (7.7 mm)機槍，安裝了新的螺旋槳和新的氣動橡膠機翼除冰器。
雖然.303機槍缺乏射程和打擊力，但桑德蘭機上還是安裝了不少挺。桑德蘭很難被毀壞：1940年4月3日，一架桑德蘭在挪威邊境上遭到6架德國Junkers Ju 88中型轟炸機，它擊落了一架，並擊傷了另一架，使它只能迫降。剩下的其它4架Ju-88也被它驅趕走了。德國人報告了此事並給了一個綽號 飛行豪豬 (德語：Fliegendes Stachelschwein/英語：Flying Porcupine)，此綽號來源於其強大的防禦火力以及幾個突出機身的突出天線。
桑德蘭也在地中海舞台上證明了其價值。它們在德國入侵克里特島的撤退工作中表現英勇，它們運走了數量驚人的人員，在著名的1940年11月11日英國皇家海軍（Royal Navy）海軍航空兵（Fleet Air Arm）的魚雷攻擊戰鬥——塔蘭托戰役之前，其中一架作為偵察機觀察到義大利艦隊下錨在塔蘭托。
新的武器使水上飛機在戰鬥中更為致命。在1939年，一個100磅的反潛炸彈僅僅炸掉了HMS Snapper號的燈泡，在此同時還有傳聞稱炸彈在水面彈起擊中了投放它們的飛機。到了1943年上半年，這種低效的武器就被充滿了Torpex的深水炸彈所取代，深水炸彈可以下沉到預定的深度，然後引爆。這消除了彈跳的問題，而且通過水擴散的震波增強了爆炸的效果。
雖然明亮的利式探照燈很少安裝在桑德蘭上，但ASV Mark II型雷達還是使水上飛機有了攻擊水面上的U型潛艇的能力。作為回應，德國潛艇開始攜帶一種被稱為"Metox"的雷達警告系統，它又被稱為“比斯開灣十字架”（Cross of Biscay），這主要來源於它的接收天線的外觀，它能接收到ASV雷達的頻率並對潛艇提出早期預警，有飛機在這一區域。
獵殺潛艇的數量劇烈的下降，直到ASV Mark III型雷達於1943年早期投入使用。這一雷達運行在厘米波頻段，天線被安裝在機翼浮筒下方的整流罩裡，取代了雜亂的棘魚狀天線。安裝了ASV Mark III型雷達的桑德蘭Mark III型被稱為桑德蘭Mark IIIA型。
厘米波雷達對於Metox而言是不可見的，德國人開始徒勞的掙扎。首先德國潛艇部隊司令卡爾·鄧尼茲海軍上將猜測英國人是通過間諜預先得知德國潛艇部隊的行動。到了1943年8月，一個被俘的皇家空軍飛行人員誤導了德國人，他告訴德國人說飛機是被Metox發出的信號引導而來的，隨後U型潛艇的指揮官被指令關閉了Metox。
無論如何，德國人還是作出了反應，他們在U型潛艇上安裝了一門或兩門37 mm和雙聯裝20 mm高射砲來與進攻者決鬥。雖然桑德蘭能夠使用機鼻砲塔在一定範圍內壓制U型潛艇的高射砲，但U型潛艇在射程和攻擊力上都佔有優勢。為了提高勝算，澳大利亞人首先在其機鼻處加裝了4挺.303機槍，這使得飛機在俯衝向潛艇投放炸彈之前就能攻擊潛艇，許多飛機都進行了相似的修改。在機翼後緣後上方的艙口活動樑上（以前是空置的）靈活配置一挺.50 英吋(12.7 mm) M2 Browning machine gun也很常見。
雖然桑德蘭的.303口徑機槍攻擊力有限，但它還是保有善於保護自己的名聲。這個名聲因1943年6月2日的一場發生在八架容克Ju-88C轟炸機和孤單一架屬於澳洲皇家空軍第461中隊的桑德蘭 Mark III型之間的戰鬥後又有所提升，這也是與作家Ivan Southall有關的幾次典型的行動之一，作家在戰時飛過桑德蘭水上飛機。當時桑德蘭上有11名機組人員：9名澳大利亞人和2名英國人。
飛機正在執行一個反潛巡邏任務同時也在搜尋BOAC Flight 777航班人員的遺體，該航班在一天前離開里斯本，隨後在比斯開灣上空被擊落。傍晚時分，一個機組成員發現了8架Ju-88。機上的炸彈和深水炸彈先被拋棄了，引擎被設定在安全飛行速度上（redlined）。兩架Ju-88先挑戰桑德蘭，當桑德蘭正在瘋狂實施螺旋形逃離策略時，它們分別從桑德蘭的一邊飛過，擊中並使一具引擎停止工作。在德軍的第三次攻擊中，桑德蘭的機背砲塔打下了一架Ju-88。另一架Ju-88癱瘓了桑德蘭的機尾砲塔，但是下一架發動攻擊的Ju-88同時被桑德蘭的機背和機鼻砲塔擊中而墜毀。
在另一次進攻中，德機摧毀了桑德蘭的無線電裝置，並從各個角落擊傷了大部分機組成員，其中一邊的機槍手是致命傷。一架Ju-88想從機尾發起攻擊，但是此時桑德蘭機尾砲塔的機槍手恢復了部分砲塔控制能力，因此擊落了它。剩下的Ju-88繼續進行攻擊，但機鼻機槍手又摧毀了一架，使敵人的引擎著火。兩架以上進攻的Ju-88被擊中，最終一對Ju-88脫離戰鬥並飛走，它們也是僅有的回到基地的兩架Ju-88。桑德蘭被嚴重的損害了，機組人員從機上拋棄了所有能拋棄的東西，盡力使飛機飛回Cornish海岸，飛行員Walker使飛機著陸並衝上Praa Sands。機組成員帶著死去的同伴涉水登岸。在此同時，海浪最終摧毀了這架桑德蘭。飛行員Colin Walker因此得到了傑出服務勳章，而其它機組成員中也有一些人得到了獎章，除了Walker以外，其它機組成員回到了桑德蘭飛機上。在兩個月後當他們報告遭到了6架Ju-88攻擊後，他們無聲無息的消失在比斯開灣上空。

### 戰後

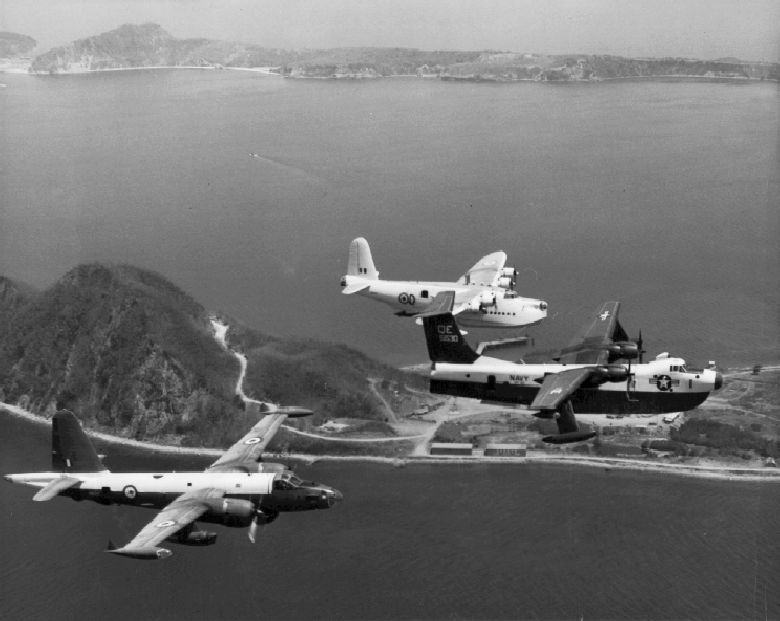
一架皇家新西蘭空軍的 桑德蘭 MR.5 和 USN P-5 以及一架皇家澳大利亞空軍的RAAF P-2，時間是1963年。

在二戰的末期，一些在貝爾法斯特建造的桑德蘭被開到海上並鑿沉，因為從那以後就沒這些飛機什麼事了。在歐洲它們也相當快的退役了，但是在遠東，由於完美的跑道很少，大型陸基的海上巡邏飛機（如新的Avro Shackleton ）很難使用，因此這種飛機在這些地方還有用處。它們在新加坡的RAF Far East Air Force一直服役到1959年。在皇家新西蘭空軍的 No. 5 Squadron RNZAF和No. 6 Squadron RNZAF服役到1967年
在柏林空運期間 (1948年6月 - 1949年8月) 10架桑德蘭和2架Hythes被用於從臨近漢堡的Elbe的Finkenwerder到被圍困的城市中運輸貨物。著陸在RAF Gatow旁的Havelsee湖裡，直到湖水結冰。桑德蘭特別被用來運輸鹽，因為其機身為了防止海水腐蝕已經做過特殊的保護處理。 而使用普通運輸機來運輸鹽，那些散落出來的鹽可能會造成嚴重的結構腐蝕。這是目前唯一在中歐地區使用水上飛機的行動。
法國海軍 Escadrille 7FE（當他們於1943年成立時是以No. 343 Squadron RAF的名義成立的）使用桑德蘭直到1960年12月，是北半球最後使用桑德蘭的單位。
從1950年代中期，皇家空軍的桑德蘭也服役於朝鮮戰爭中，最初是No. 88 Squadron，但不久以後No. 205和209 Squadrons都參與進來。三個中隊通過輪流派出3－4架飛機和機組成員的方式平分了行動任務。基地設在日本的岩國市。在整個戰爭中他們每天飛行10－13個小時，在停戰期間也不停歇，直到1954年9月。桑德蘭也在皇家新西蘭空軍中服役到1960年代中葉。

## 衍生型

### 原型機
第一架S.25，現在命名為Sunderland Mark I型，在1937年10月16日，由肖特兄弟公司的首席試飛員John Lankester Parker從River Medway上起飛。更深的船型機身以及安裝在機鼻和機尾的炮塔使桑德蘭與帝國水上飛機有著很不相同的外觀。原型機安裝了Bristol Pegasus X 型引擎，每具引擎提供了950 hp (709 kW )的動力，計劃中的有著1,010 hp (753 kW)動力的Pegasus XXII引擎當時尚未投產。
當時計劃做為主要反潛武器的37 mm機炮在原型機階段就被放棄了，取而代之的是配有一挺.303 inch (7.7 mm) Vickers GO機關槍的Nash & Thomson FN-11型機鼻炮塔。炮塔可以用絞車拉回到機鼻內，並露出一個小“甲板”和一個在水中拋錨行動中使用的可拆卸式船用系纜柱。將機鼻處的武器換成更輕的槍，使的重心向後移動。
在最初的一系列飛行後，飛機被送回工廠，機翼被向後掠4.25°，從而使壓力中心（centre of pressure）移動到相對於新的重心而言更合理的位置。這讓引擎和翼下浮筒從飛機中線向外傾斜。雖然機翼單位面積負荷比以前任何一架皇家空軍水上飛機要高，但由於使用了新的襟翼系統，使得起飛距離比較合理。裝備了新的Pegasus XXII引擎以及新的機翼後掠型於1938年3月7日首飛。
官方對此型號的熱情是如此強烈，以至於在1936年3月，當原型機遠未能進行第一次試飛的時候，空軍部已經預定了21架生產型樣機。與此同時，另一個競爭對手Saro A.33的交付被延遲了，而且直到1938年10月都未能試飛。該飛機在一次高速滑行試驗時遭受到結構性故障後報廢，此後再沒有製造其它的原型機。

### 運輸衍生型

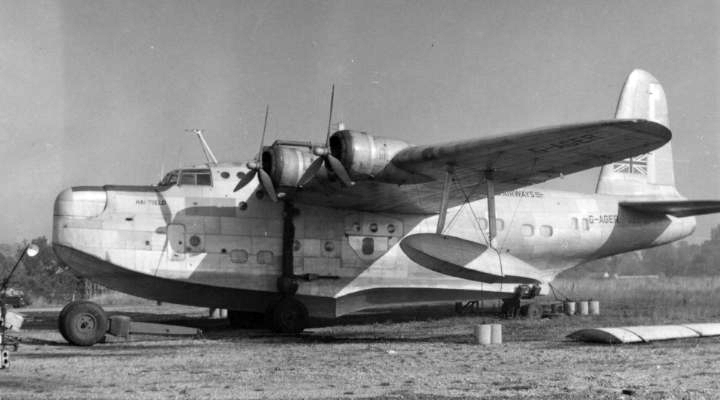
1955年，Aquila Airways公司的Sunderland III型在Hamble Beach，這架飛機在1943－1948年服務於BOAC。

在1942年下半年，英國海外航空公司（British Overseas Airways Corporation，縮寫BOAC）獲得了6架Sunderland Mark III型水上飛機，並把它們改造成服務於尼日利亞和印度航線上的郵政飛機。

## 規格（桑德蘭 III）
参考资料：Jane's Fighting Aircraft of World War II
基本信息
- 机组：8—11 （駕駛兩名、無線電操作員、導航員、工程師、投彈員、機槍手三到五名）

性能
武器

- 機槍：

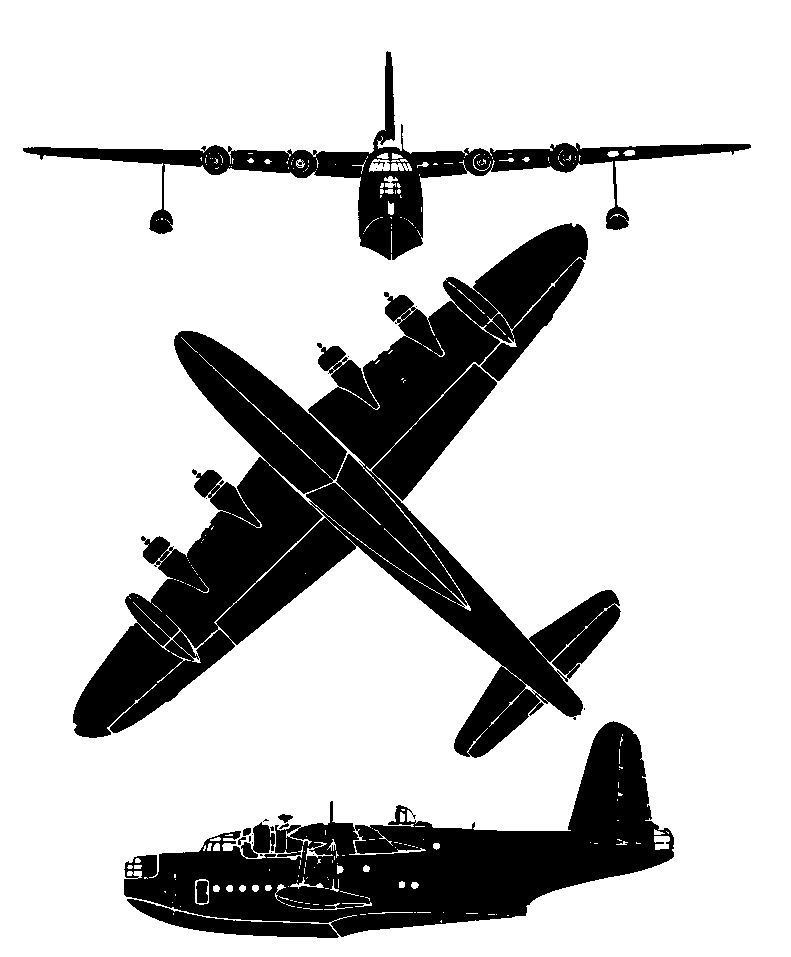
桑德蘭 M.R.5

  - 16挺0.303英吋（7.7毫米） 白朗寧機槍
  - 2挺0.5英吋白朗寧（12.7毫米）機槍
- 炸彈：多種防禦和攻擊性武器，包含炸彈、地雷和收於內部或吊在機翼下的深水炸彈。手動發射的照明彈、海面標誌、和煙霧浮標。

### 傳記
- Barnes C.H. and Derek N. James. Shorts Aircraft since 1900. London: Putnam, 1989. ISBN 0-85177-819-4.
- Bridgman, Leonard, ed. "The Short S-25 Sunderland." Jane's Fighting Aircraft of World War II. London: Studio, 1946. ISBN 1-85170-493-0.
- Butler, Tony, AMRAeS. Short Sunderland (Warpaint Series No. 25). Milton Keynes, UK: Hall Park Books Ltd., 2000.
- Eden, Paul, ed. The Encyclopedia of Aircraft of WW II. Leicester, UK: Silverdale Books/Bookmart Ltd, 2004. ISBN 1-84509-013-6.
- Evans, John. The Sunderland Flying-boat Queen, Volume I. Pembroke Dock, Pembrokeshire: Paterchurch Publications, 1987. ISBN 1-870745-00-0.
- Evans, John. The Sunderland Flying-boat Queen, Volume II. Pembroke Dock, Pembrokeshire: Paterchurch Publications, 1993. ISBN 1-870745-03-5.
- Evans, John. The Sunderland Flying-boat Queen, Volume III. Pembroke Dock, Pembrokeshire: Paterchurch Publications, 2004. ISBN 1-870745-13-2.
- Grant, Mark. Australian Airpower 1914 to 1945. Marrickville, NSW: Topmill P/L, 1996. ISBN 1-876043-28-8.
- Johnson, Brian. The Secret War. London: BBC (British Broadcasting Corporation), 1978. ISBN 0-563-17769-1.
- Kightly, James. "Sunderland Survivors." Aeroplane, February 2009.
- Nicolaou, Stephane. Flying Boats & Seaplanes: A History from 1905. New York: Zenith Imprint, 1998. ISBN 0-7603-0621-4.
- Short Sunderland (AP1566). (Suffixes A through E for Mk I through V, -PN and Vols 1 through 4 for Pilots Notes, General Description, Maintenance, Overhaul and Parts Manuals). London: RAF (Air Publication), 1945.

## 外部連結
- Fighting the U-boats: Short Sunderland （页面存档备份，存于）
- Short Sunderlands of 205/209 Squadron （页面存档备份，存于）
- Sunderland Flying Boats Windermere
- Sunderland Flying Boat 228 Squadron Malta (Photos)
- Newsreel footage of Sunderland G-AGJM being towed into a Southampton berth，由British Pathe提供 (需要Adobe Flash)